# Finalissima de Futsal
La Finalissima de Futsal o Finalissima de Fútbol Sala o Futsal Finalissima es un campeonato de selecciones masculinas de fútbol sala organizado por la Conmebol y la UEFA en formato de final a cuatro (Final 4). La competición la disputan los campeones y subcampeones de las competiciones de selecciones de futsal europea y sudamericana, la Eurocopa de Fútbol Sala y la Conmebol Copa América de Futsal, respectivamente. El torneo se lanzó en 2022 como parte de un acuerdo entre Conmebol y UEFA, siendo Portugal el primer campeón al vencer a España en la final jugada en el Estadio Mary Terán de Weiss de Buenos Aires, Argentina.

## Historia
El 12 de febrero de 2020, la UEFA y la CONMEBOL firmaron un memorando de entendimiento (MoU, por su sigla en inglés, memorandum of understanding) para la cooperación entre las dos confederaciones. Como parte del acuerdo, un comité conjunto UEFA-Conmebol examinó la posibilidad de organizar partidos intercontinentales europeo-sudamericanos, tanto para fútbol masculino como femenino, como así también de futsal. El 15 de diciembre de 2021, la UEFA y la Conmebol ampliaron el MoU hasta 2028, incluyendo la apertura de una oficina conjunta en Londres y la posible organización de varios eventos futbolísticos.
El 2 de junio de 2022, al día siguiente de la celebración de la Finalissima 2022, Conmebol y UEFA anunciaron una serie de nuevos eventos entre equipos de las dos confederaciones. Esto incluyó un torneo Final 4 con los campeones y subcampeones de la Copa América de Futsal y de la Eurocopa de Fútbol Sala. La primera edición se realizó del 15 al 18 de septiembre de 2022 en el Estadio Mary Terán de Weiss de Buenos Aires, en la que Portugal se consagró campeón al vencer a España por 4-2 en la definición por penales, luego del empate 1-1 en el partido (con prórroga incluida), mientras que Paraguay se adjudicó el tercer puesto al derrotar a Argentina por 3-2.

## Historial
| Año          | Sede                    | Campeón  | Final Resultado        | Subcampeón | Tercer lugar | Resultado | Cuarto lugar |
| ------------ | ----------------------- | -------- | ---------------------- | ---------- | ------------ | --------- | ------------ |
| 2022 Detalle | Buenos Aires, Argentina | Portugal | 1:1 (t. s.) (4:2 pen.) | España     | Paraguay     | 3:2       | Argentina    |

## Palmarés

### Títulos por país
En cursiva, se indica el torneo en que el equipo disputó el partido en su país.
| Equipo    | Campeón  | Subcampeón | Tercer puesto | Cuarto puesto |
| --------- | -------- | ---------- | ------------- | ------------- |
| Portugal  | 1 (2022) |            |               |               |
| España    |          | 1 (2022)   |               |               |
| Paraguay  |          |            | 1 (2022)      |               |
| Argentina |          |            |               | 1 (2022)      |

### Títulos por confederación
| Confederación              | Títulos |
| -------------------------- | ------- |
| UEFA (Europa)              | 1       |
| Conmebol (América del Sur) | 0       |